# بين دالي
بين دالي (بالإنجليزية: Ben Daly)‏ هو لاعب اتحاد الرغبي أسترالي، ولد في 4 أكتوبر 1975 في ليدز في المملكة المتحدة.